# Winthemia fumiferanae
Winthemia fumiferanae là một loài ruồi trong họ Tachinidae.